# Södra Björke socken
Södra Björke socken i Västergötland ingick i Gäsene härad, ingår sedan 1974 i Herrljunga kommun och motsvarar från 2016 Södra Björke distrikt.
Socknens areal är 13,16 kvadratkilometer varav 13,13 land. År 2000 fanns här 96 invånare. Sockenkyrkan Södra Björke kyrka ligger i socknen.

## Administrativ historik
Socknen har medeltida ursprung. Före den 1 januari 1886 (ändring enligt beslut den 17 april 1885) var namnet Björke socken.
Vid kommunreformen 1862 övergick socknens ansvar för de kyrkliga frågorna till Björke församling och för de borgerliga frågorna bildades Björke landskommun. Landskommunen uppgick 1952 i Gäsene landskommun som 1974 uppgick i Herrljunga kommun. Församlingen uppgick 2010 i Hudene församling.
1 januari 2016 inrättades distriktet Södra Björke, med samma omfattning som församlingen hade 1999/2000.
Socknen har tillhört län, fögderier, tingslag och domsagor enligt vad som beskrivs i artikeln Gäsene härad. De indelta soldaterna tillhörde Älvsborgs regemente, Gäseneds kompani och Västgöta regemente, Elfsborgs kompani.

## Geografi
Södra Björke socken ligger söder om Herrljunga med Nossan i öster. Socknen har odlingsbygd kring kyrkan och är i övrigt en skogsbygd och var tidigare en del av Svältorna.

## Byar och hemman
Södra Björke socken består historiskt av följande byar och enstaka hemman (byar med bara ett hemman). När en by har flera hemman anges också hemmansnumren.
- Björke, socknens kyrkby med sex hemman (1 Fättlinggården, 2 Nygården, 3 Jonsgården, 4 Backgården, 5 Göransgården och 6 Prästegården).
- Jonstorp, enstaka hemman.
- Klastorp, by med tre hemman (1 Östergården, 2 Mellomgården och 3 Västergården).
- Kringelbacken, enstaka hemman.
- Lutebo, enstaka hemman.
- Sibbatorp, enstaka hemman.
- Älvatorp, ett hemman (1) och en utjord (2).

## Fornlämningar
Från järnåldern finns tre gravfält.

## Befolkningsutveckling
| Befolkningsutvecklingen i Södra Björke socken 1810–2015                                                                                             | Befolkningsutvecklingen i Södra Björke socken 1810–2015 | Befolkningsutvecklingen i Södra Björke socken 1810–2015 | Befolkningsutvecklingen i Södra Björke socken 1810–2015 | Befolkningsutvecklingen i Södra Björke socken 1810–2015 |
| --- | ------------------------------------------------------- | ------------------------------------------------------- | ------------------------------------------------------- | ------------------------------------------------------- |
| |                                                         |                                                         |                                                         |                                                         |
| År |                                                         |                                                         | Folkmängd                                               |                                                         |
| 1810 | 1810                                                    |                                                         | 183                                                     |                                                         |
| 1820 | 1820                                                    |                                                         | 178                                                     |                                                         |
| 1830 | 1830                                                    |                                                         | 199                                                     |                                                         |
| 1840 | 1840                                                    |                                                         | 217                                                     |                                                         |
| 1850 | 1850                                                    |                                                         | 216                                                     |                                                         |
| 1860 | 1860                                                    |                                                         | 231                                                     |                                                         |
| 1870 | 1870                                                    |                                                         | 236                                                     |                                                         |
| 1880 | 1880                                                    |                                                         | 242                                                     |                                                         |
| 1890 | 1890                                                    |                                                         | 199                                                     |                                                         |
| 1900 | 1900                                                    |                                                         | 217                                                     |                                                         |
| 1910 | 1910                                                    |                                                         | 209                                                     |                                                         |
| 1920 | 1920                                                    |                                                         | 228                                                     |                                                         |
| 1930 | 1930                                                    |                                                         | 196                                                     |                                                         |
| 1940 | 1940                                                    |                                                         | 170                                                     |                                                         |
| 1950 | 1950                                                    |                                                         | 135                                                     |                                                         |
| 1960 | 1960                                                    |                                                         | 113                                                     |                                                         |
| 1970 | 1970                                                    |                                                         | 71                                                      |                                                         |
| 1980 | 1980                                                    |                                                         | 90                                                      |                                                         |
| 1990 | 1990                                                    |                                                         | 93                                                      |                                                         |
| 2000 | 2000                                                    |                                                         | 96                                                      |                                                         |
| 2006 | 2006                                                    |                                                         | 102                                                     |                                                         |
| 2015 | 2015                                                    |                                                         | 95                                                      |                                                         |
| Anm.: Statistik om Södre Björke församling fram till år 2010, därefter statistik om Södra Björke folkbokföringsdistrikt som motsvarar samma område. |                                                         |                                                         |                                                         |                                                         |

## Namnet
Namnet skrevs 1394 Byrke och kommer från kyrkbyn och innehåller birke, 'björkdunge, björkskog'.